# Temnora spiritus
Temnora spiritus là một loài bướm đêm thuộc họ Sphingidae. Loài này có ở forests từ Sierra Leone tới Congo, Uganda và phía tây Kenya.
Chiều dài cánh trước khoảng 19–20 mm. 

## Phân loài
- Temnora spiritus spiritus
- Temnora spiritus akissi Pierre, 1989 (Nigeria)